# 上田早夕里
上田 早夕里（うえだ さゆり、1964年10月26日 -）は、日本の小説家、SF作家。兵庫県神戸市出身。姫路市在住。神戸海星女子学院大学卒業。宇宙作家クラブ、日本推理作家協会会員。日本SF作家クラブ会員（2003年 - 2014年前半、2023年4月 - ）。『華竜の宮』や『深紅の碑文』などの《オーシャンクロニクル》シリーズは、特に読者からの支持を集めている。

## 経歴
1995年、第2回パスカル短篇文学新人賞において、桓崎由梨（かんざき ゆり）名義で応募した作品が最終候補作となる。同賞の審査員だった堀晃が主宰する同人誌「ソリトン」に参加。2000年から2002年まで、Webマガジン『Anima Solaris』に作品を発表。
2002年、名義を上田早夕里に改めて応募した「ゼリーフィッシュ・ガーデン」が第3回小松左京賞で最終候補作となる。2003年、テラフォーミングされた火星を舞台として奇妙な事件に巻き込まれた治安管理担当官の活躍を描いたSFサスペンス小説『火星ダーク・バラード』で第4回小松左京賞を受賞し小説家デビュー。その後はパティシエを主人公に据えた《洋菓子》シリーズなど、SF以外のジャンルも執筆、幅広い活動を行っている。
2010年に発表した『華竜の宮』は、『SFが読みたい! 2011年版』のベストSF2010投票において国内篇第1位となり、2011年には第10回センス・オブ・ジェンダー賞大賞、第32回日本SF大賞を受賞する。2016年に発表した短編集『夢みる葦笛』では、『SFが読みたい! 2017年版』のベストSF2016投票において、再度、国内篇第1位を獲得。

## 受賞・ノミネート歴
- 2003年 - 『火星ダーク・バラード』で第4回小松左京賞受賞
- 2011年 - 『華竜の宮』で第64回日本推理作家協会賞長編および連作短編集部門候補
- 2011年 - 『華竜の宮』で第32回日本SF大賞受賞[10]
- 2011年 - 『華竜の宮』で第10回センス・オブ・ジェンダー賞大賞受賞[11]
- 2014年 - 『深紅の碑文』で第67回日本推理作家協会賞長編および連作短編集部門候補
- 2018年 - 『破滅の王』で第159回直木三十五賞候補
- 2020年 - 中国にて銀河賞「最受欢迎的外国科幻作家」部門受賞[12]

## 作品リスト

### 《オーシャンクロニクル》シリーズ
海洋SF小説のシリーズ。『魚舟・獣舟』『リリエンタールの末裔』は各表題作が本シリーズに該当。
- 魚舟・獣舟（2009年1月 光文社文庫）
  - 【収録作品】魚舟・獣舟（『進化論 異形コレクションXXXVI』） / くさびらの道（『心霊理論 異形コレクションVIII』） / 真朱の街（『未来妖怪　異形コレクションXL』） / 饗応（『ひとにぎりの異形 異形コレクションXXXIX』） / ブルーグラス（『小松左京マガジン』第13巻） / 小鳥の墓（書き下ろし）
- 華竜の宮（2010年10月 ハヤカワSFシリーズ Jコレクション / 2012年11月 ハヤカワ文庫JA【上・下】）
- リリエンタールの末裔（2011年12月 ハヤカワ文庫JA）
  - 【収録作品】リリエンタールの末裔（『S-Fマガジン』2011年4月号） / マグネフィオ（『S-Fマガジン』2010年2月号） / ナイト・ブルーの記録（『NOVA 5 書き下ろし日本SFコレクション』） / 幻のクロノメーター（書き下ろし）
- 深紅の碑文（2013年12月 ハヤカワSFシリーズ Jコレクション【上・下】 / 2016年2月 ハヤカワ文庫JA【上・下】）
- 獣たちの海（2022年2月 ハヤカワ文庫JA）
  - 【収録作品】迷舟 / 獣たちの海 / 老人と人魚 / カレイドスコープ・キッス（全作書き下ろし）

### 《妖怪探偵・百目》シリーズ
- 妖怪探偵・百目1 朱塗の街（2014年7月 光文社文庫）
- 妖怪探偵・百目2 廃墟を満たす禍（2015年4月 光文社文庫）
- 妖怪探偵・百目3 百鬼の楽師（2015年11月 光文社文庫）

### 《洋菓子》シリーズ
- ラ・パティスリー（2005年10月 角川春樹事務所 / 2010年5月 ハルキ文庫）
- ショコラティエの勲章（2008年3月 東京創元社 ミステリ・フロンティア / 2011年3月 ハルキ文庫）
- 菓子フェスの庭（2011年12月 ハルキ文庫）

### 《戦時上海・三部作》
- 破滅の王（2017年11月 双葉社 / 2019年11月 双葉文庫）
- ヘーゼルの密書（2021年1月 光文社）
- 上海灯蛾（2023年3月 双葉社）

### その他の作品
- 火星ダーク・バラード（2003年11月 角川春樹事務所 / 2008年10月 ハルキ文庫） 
  - 文庫版では設定・結末が大幅改稿されている。
- ゼウスの檻（2004年10月 角川春樹事務所）
- 美月の残香（2008年4月 光文社文庫）
- ブラック・アゲート（2012年2月 光文社）
- 薫香のカナピウム（2015年2月 文藝春秋 / 2018年9月 文春文庫）
- セント・イージス号の武勲（2015年9月 講談社）
- 夢みる葦笛（2016年9月 光文社 / 2018年12月 光文社文庫）
  - 【収録作品】夢見る葦笛（『怪物團 異形コレクションXLIII』） / 眼神（『憑依 異形コレクションXLV』） / 完全なる脳髄（『Fの肖像 フランケンシュタインの幻想たち 異形コレクションXLVI』） / 石繭（『物語のルミナリエ 異形コレクショXLVIII』） / 氷波（『読楽』2012年5月号） / 滑車の地（『小説現代』2012年9月号） / プテロス（書き下ろし） / 楽園（パラディスス）（『SF JACK』） / 上海フランス租界祁斉路三二〇号（『SF宝石』） / アステロイド・ツリーの彼方へ（『SF宝石2015』）
- トラットリア・ラファーノ （2017年12月 ハルキ文庫）
- リラと戦禍の風（2019年4月 KADOKAWA）
- 播磨国妖綺譚（2021年9月 文藝春秋）
  - 【収録作品】井戸と、一つ火（『オール讀物』2019年2月号） / 二人静（『オール讀物』2019年8月号） / 都人（『オール讀物』2020年6月号） / 白狗山彦（『オール讀物』2020年12月号） / 八島の亡霊（『オール讀物』2021年2月号） / 光るもの（『オール讀物』2021年5月号）

### アンソロジー
- 井上雅彦監修、光文社文庫 「異形コレクション」シリーズ
  - 「魚舟・獣舟」 - 『進化論 異形コレクションXXXVI』所収（2006年8月）
  - 「くさびらの道」 - 『心霊理論 異形コレクションVIII』所収（2007年8月）
  - 「饗応」 - 『ひとにぎりの異形 異形コレクションXXXIX』（2007年12月）
  - 「真朱の街」 - 『未来妖怪　異形コレクションXL』（2008年7月）
  - 「夢みる葦笛」 - 『怪物團 異形コレクションXLIII』所収（2009年8月）
  - 「眼神（マナガミ）」 - 『憑依 異形コレクションXLV』所収（2010年5月）
  - 「完全なる脳髄」 - 『Fの肖像 フランケンシュタインの幻想たち 異形コレクションXLVI』所収（2010年9月）
  - 「石繭」 - 『物語のルミナリエ 異形コレクショXLVIII』所収（2011年12月）
  - 「化石屋少女と夜の影」 - 『ダーク・ロマンス　異形コレクションXLIX』所収（2020年11月）
  - 「ヒトに潜むもの」 - 『狩りの季節 異形コレクションLII』（2021年11月）
- 日本SF作家クラブ編、角川書店（2013年2月） / 角川文庫（2016年2月） 『SF JACK』「楽園（パラディスス）」
- 大森望監修、河出文庫 「NOVA 書き下ろし日本SFコレクション」シリーズ
  - 「ナイト・ブルーの記録」 - 『NOVA 5 書き下ろし日本SFコレクション』所収（2011年8月）
- 大森望・日下三蔵編、創元SF文庫 『年刊日本SF傑作選』
  - 「氷波」 - 『極光星群』所収（2013年6月）
  - 「アステロイド・ツリーの彼方へ」 - 『アステロイド・ツリーの彼方へ 年刊日本SF傑作選』所収（2016年6月）
  - 「プテロス」 - 『行き先は特異点 年刊日本SF傑作選』所収 （2017年7月）
  - 「ルーシィ、月、星、太陽」 - 『プロジェクト:シャーロック 年刊日本SF傑作選』所収（2018年6月）
- 日本SF作家クラブ編、岩波ジュニア新書 『未来力養成教室』（2013年7月）「夢と悪夢の間で」 - エッセイ
- 小説宝石特別編集、光文社 「SF宝石」シリーズ
  - 「上海フランス租界祁斉路三二〇号」 - 『SF宝石』（2013年8月)
  - 「アステロイド・ツリーの彼方へ」 - 『SF宝石2015』（2015年8月）
- 新井素子編、キノブックス 『ショートショートドロップス』（2019年1月）「石繭」 （『夢見る葦笛』収録作）
- 大森望・伴名練編、ハヤカワ文庫JA 『2010年代SF傑作選 1』（2020年2月）「滑車の地」（『夢見る葦笛』収録作）
- 小学館文庫編集部編、小学館文庫 『超短編！ 大どんでん返し』（2021年2月）「白い腕」

### 単行本未収録作品
- ゼリーフィッシュ・ガーデン（2002年、桓崎由梨名義）
  - 第三回小松左京賞の最終選考候補作品

## 関連文献
- 原田和恵 著「ポストヒューマンの世界 ─ 上田早夕里『オーシャンクロニクル』シリーズにおけるクイア家族」、塩田弘, 松永京子, 浅井千晶, 伊藤詔子, 大野美砂, 上岡克己, 藤江啓子 編『エコクリティシズムの波を超えて 人新世の地球を生きる』勉誠出版、2017年。